# Dubravka Turić
Dubravka Turić (nascuda a Zagreb el 1973) és una directora, guionista i muntatgista croat.

## Biografia
Turic es va llicenciar en muntatge de cinema i televisió en l'Acadèmia d'Art Dramàtic de Zagreb. Belladonna, el seu primer curtmetratge com a guionista, directora i muntadora, va guanyar el Premi Orizzonti al millor curtmetratge a la 72a Mostra Internacional de Cinema de Venècia. La pel·lícula també va estar en la selecció oficial de Sundance, Rotterdam i molts altres festivals de cinema. Tresnje (2017), el seu segon curtmetratge, es va estrenar dins de la Quinzena de Cineastes al 70è Festival Internacional de Cinema de Canes. Turić també ha treballat com a guionista de sèries documentals per a la televisió croata.
En 2022 va estrenar la seva segona pel·lícula Tragovi, que va ser seleccionada com la candidata croata a la millor pel·lícula internacional als Premis Oscar de 2024.

## Filmografia
- Duboki rezovi (2018)
- Tragovi (2022)